# Чемпионат Европы по лёгкой атлетике 2024 — эстафета 4×400 метров (женщины)
Соревнования в эстафете 4×400 метров у женщин на чемпионате Европы по лёгкой атлетике 2024 года прошли 11 и 12 июня в Риме (Италия) на Олимпийском стадионе.
Действующим чемпионом Европы в эстафете 4×400 метров являлась сборная Нидерландов.

## Призёры
| Золото | Серебро                                                                            | Бронза                                                                                   |
| Нидерланды · Лике Клавер · Кателейн Петерс · Лизанне де Витте · Фемке Бол · Эвелин Салберг · Анне ван де Вил · Мирте ван дер Схот | Ирландия · Софи Беккер · Расидат Аделеке · Фил Хили · Шарлен Модсли · Лорен Кадден | Бельгия · Наоми ван ден Брук · Имке Верват · Синтия Болинго · Элена Понетт · Камиль Лаус |

Курсивом выделены участницы, выступавшие только в предварительных забегах

## Рекорды
До начала соревнований действующими были следующие рекорды.
| Мировой рекорд                   | СССР · Татьяна Ледовская · Ольга Назарова · Мария Пинигина · Ольга Брызгина | 3:15.17 | Сеул (Республика Корея)    | 1 октября 1988  |
| Рекорд Европы                    | СССР · Татьяна Ледовская · Ольга Назарова · Мария Пинигина · Ольга Брызгина | 3:15.17 | Сеул (Республика Корея)    | 1 октября 1988  |
| Рекорд чемпионатов Европы        | ГДР · Кирстен Эммельман · Сабине Буш · Петра Мюллер · Марита Кох            | 3:16.87 | Штутгарт (ФРГ)             | 31 августа 1986 |
| Лучший результат сезона в мире   | США · Куанера Хейз · Габриэль Томас · Бэйли Лир · Алексис Холмс             | 3:21.70 | Нассау (Багамские Острова) | 5 мая 2024      |
| Лучший результат сезона в Европе | Ирландия · Софи Беккер · Расидат Аделеке · Фил Хили · Шарлен Модсли         | 3:24.38 | Нассау (Багамские Острова) | 4 мая 2024      |

## Отбор на чемпионат Европы
К соревнованиям были допущены 16 сильнейших сборных Европы, определявшиеся по сумме двух лучших результатов, показанных в период с 1 января 2023 года по 26 мая 2024 года.

## Расписание
| Дата         | Время | Раунд соревнований     |
| ------------ | ----- | ---------------------- |
| 11 июня 2024 | 11:15 | Предварительные забеги |
| 12 июня 2024 | 21:05 | Финал                  |

Время местное (UTC+2:00)

## Результаты
Обозначения: Q — Автоматическая квалификация | q — Квалификация по показанному результату | qR — Квалификация по решению судей | WR — Мировой рекорд | ER — Рекорд Европы | CR — Рекорд чемпионатов Европы | NR — Национальный рекорд | WL — Лучший результат сезона в мире | EL — Лучший результат сезона в Европе | SB — Лучший результат в сезоне | DNS — Не стартовали | DNF — Не финишировали | DQ — Дисквалифицированы

 Автоматическая квалификация  Квалификация по показанному результату  Запасные

### Предварительные забеги
Квалификация: первые 3 команды в каждом забеге (Q) плюс 2 лучших по времени (q) проходили в финал.
Национальные рекорды установили сборные Испании, Норвегии и Швеции. Результат норвежских легкоатлеток (3:26.05) стал самым высоким в истории предварительных забегов на чемпионате Европы, не позволившим пробиться в финал.
Сборная Нидерландов выставила резервный состав без лидеров (Фемке Бол, Лике Клавер и Кателейн Петерс), в результате чего оказалась на грани непопадания в финал. От проигрыша Норвегии и проваленного отбора действующих чемпионок отделили 0.06 секунды.
| Место | Команда                                                                                  | Забег | Результат | Примечания |
| ----- | ---------------------------------------------------------------------------------------- | ----- | --------- | ---------- |
| 1     | Ирландия (Софи Беккер, Фил Хили, Лорен Кадден, Шарлен Модсли)                            | 2     | 3:24.81   | Q          |
| 2     | Франция (Сункамба Силла, Алекс До, Маржори Весьер, Амандин Бросье)                       | 2     | 3:25.15   | Q, SB      |
| 3     | Бельгия (Наоми ван ден Брук, Имке Верват, Синтия Болинго, Камиль Лаус)                   | 2     | 3:25.16   | Q, SB      |
| 4     | Испания (Кармен Авилес, Берта Сегура, Эва Сантидриан, Бланка Эрвас)                      | 2     | 3:25.25   | q, NR      |
| 5     | Италия (Илария Аккаме, Джанкарла Тревизан, Ребекка Борга, Анна Полинари)                 | 2     | 3:25.28   | q, SB      |
| 6     | Польша (Кинга Гацкая, Марика Попович-Драпала, Ига Баумгарт-Витан, Юстина Свенти-Эрсетиц) | 1     | 3:25.59   | Q          |
| 7     | Германия (Скади Шир, Алиса Шмидт, Луна Бульман, Айлен Демес)                             | 1     | 3:25.90   | Q, SB      |
| 8     | Нидерланды (Эвелин Салберг, Анне ван де Вил, Мирте ван дер Схот, Лизанне де Витте)       | 1     | 3:25.99   | Q          |
| 9     | Норвегия (Йозефин Томин Эриксен, Астри Эрцгор, Элизабет Слеттум, Амали Юэль)             | 1     | 3:26.05   | NR         |
| 10    | Финляндия (Милья Туресон, Айно Пулккинен, Катрийна Райт, Метте Баас)                     | 1     | 3:26.51   | SB         |
| 11    | Швейцария (Лена Вернли, Юлия Нидербергер, Аннина Фар, Ясмин Жиже)                        | 2     | 3:27.48   | SB         |
| 12    | Украина (Марьяна Шостак, Екатерина Карпюк, Татьяна Харащук, Анна Рыжикова)               | 2     | 3:27.59   | SB         |
| 13    | Португалия (Карина Ванесса, Катя Азеведу, София Лаврешина, Вера Барбоза)                 | 1     | 3:29.50   | SB         |
| 14    | Швеция (Лиза Лилья, Моа Гранат, Йонна Классон, Мари Кимумба)                             | 1     | 3:29.84   | NR         |
| 15    | Венгрия (Шаролта Крист, Сара Мато, Бьянка Кери, Вираг Шимон)                             | 2     | 3:31.28   | SB         |
| 16 !  | Чехия (Марцела Пиркова, Тереза Петржилкова, Барбора Весела, Барбора Маликова)            | 1     | DQ        | TR24.6 [a] |

a  Дисквалификация в соответствии с правилом 24.6 «Ошибка при подъёме упавшей эстафетной палочки»

### Финал

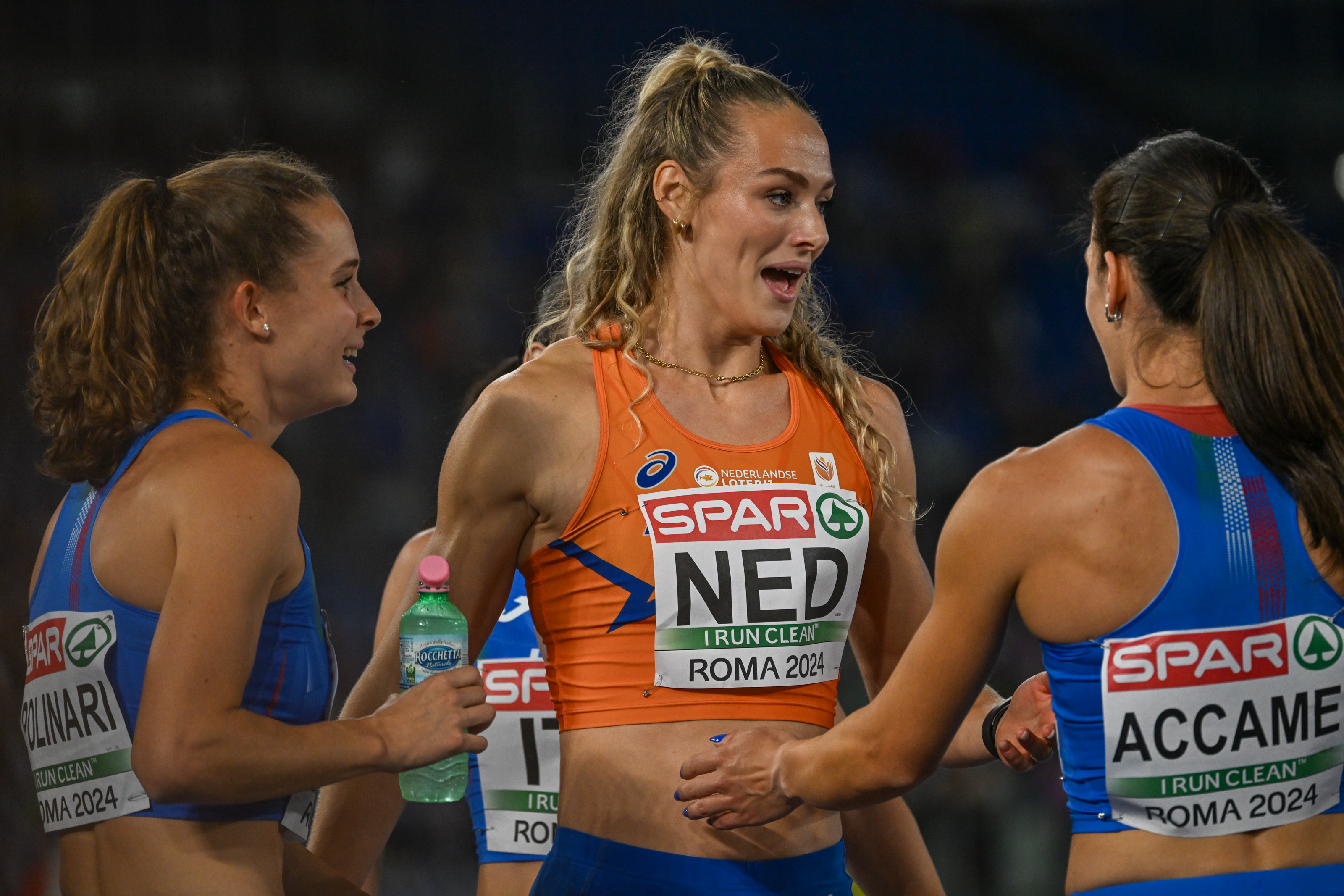
Участницы финала: Полинари (Италия), Клавер (Нидерланды), Аккаме (Италия)

Финал в эстафете 4×400 метров у женщин состоялся 12 июня 2024 года. Как и в смешанной эстафете, Расидат Аделеке вывела сборную Ирландии в лидеры после второго этапа. Однако уже на следующем отрезке стараниями Лизанне де Витте первое место перешло к действующим чемпионкам из Нидерландов. Победительница бега на 400 метров с барьерами Фемке Бол контролировала ход забега на последнем этапе и уверенно финишировала на первом месте. Наиболее близко к нидерландке оказалась Шарлен Модсли, завоевавшая для Ирландии серебро с новым рекордом страны (3:22.71). Самый быстрый этап среди всех участниц удался Амандин Бросье из Франции (49.28), следом за ней оказались Расидат Аделеке (49.36) и Наталья Качмарек из Польши (49.68).
Сборная Италии установила национальный рекорд (3:23.40), но его не хватило, чтобы попасть на пьедестал — лишь четвёртое место.
Фемке Бол и Лике Клавер в третий раз стали призёрами чемпионата 2024 года. Вместе они взяли бронзу в смешанной эстафете, после чего Бол выиграла 400 метров с барьерами, а Клавер стала третьей на этой же дистанции без барьеров. Аналогичное достижение покорилось Расидат Аделеке, в активе которой ранее оказалось золото смешанной эстафеты и серебро в беге на 400 метров.
Сборная Нидерландов защитила свой титул, сделав всего одно изменение в составе по сравнению с прошлым чемпионатом: Эвелин Салберг в этот раз бежала только в предварительном забеге, в финале её заменила Кателейн Петерс.
| Место | Команда                                                                             | Результат | Примечания |
| ----- | ----------------------------------------------------------------------------------- | --------- | ---------- |
| 1     | Нидерланды (Лике Клавер, Кателейн Петерс, Лизанне де Витте, Фемке Бол)              | 3:22.39   | EL         |
| 2     | Ирландия (Софи Беккер, Расидат Аделеке, Фил Хили, Шарлен Модсли)                    | 3:22.71   | NR         |
| 3     | Бельгия (Наоми ван ден Брук, Имке Верват, Синтия Болинго, Элена Понетт)             | 3:22.95   | SB         |
| 4     | Италия (Илария Аккаме, Джанкарла Тревизан, Анна Полинари, Аличе Манджоне)           | 3:23.40   | NR         |
| 5     | Франция (Сункамба Силла, Луиза Мараваль, Алекс До, Амандин Бросье)                  | 3:23.77   | SB         |
| 6     | Польша (Кинга Гацкая, Марика Попович-Драпала, Ига Баумгарт-Витан, Наталья Качмарек) | 3:23.91   | SB         |
| 7     | Испания (Кармен Авилес, Берта Сегура, Эва Сантидриан, Бланка Эрвас)                 | 3:26.94   |            |
| 8     | Германия (Скади Шир, Алиса Шмидт, Луна Бульман, Айлен Демес)                        | 3:27.11   |            |